# Paul Jouanneau
Paul Henry Michel Jouanneau (Rio de Janeiro, 17 de março de 1959) é um nadador brasileiro, que participou de uma edição dos Jogos Olímpicos pelo Brasil.

## Trajetória esportiva
Participou do Campeonato Mundial de Esportes Aquáticos de 1973 em Belgrado, o primeiro mundial de natação, onde nadou a prova dos 400 metros livre, e fez um tempo de 4m18s19, não indo à final.
Em 1974, Paul Jouanneau quebrou o recorde sul-americano dos 400 metros livre, com o tempo de 4m11s19.
Esteve no Campeonato Mundial de Esportes Aquáticos de 1975 em Cali. No revezamento 4x200 metros livre terminou em 12º lugar, com o tempo de 8m07s41, junto com Paulo Zanetti, Eduardo Alijó Neto e Paulo Mangini;  nos 200 metros livre terminou em 21º lugar, com o tempo de 2m02s33, longe do seu recorde pessoal, que era de 1m58s60; e nos 100 metros livre terminou em 22º lugar, com o tempo de 56s24.
Nos Jogos Pan-Americanos de 1975 na Cidade do México, ganhou a medalha de bronze no revezamento 4x200 metros livre, junto com Djan Madruga, José Namorado e Rômulo Arantes e terminou em sétimo lugar nos 400 metros livre.
Nas Olimpíadas de  de 1976, em Montreal, nadou os 100 metros livre e os 100 metros costas, não chegando à final das provas.